# Вільгельм Матіас Нефф
Вільгельм Матіас Нефф (нім. Wilhelm Matthias Naeff; 19 лютого 1802, Альтштеттен, кантон Санкт-Галлен, Швейцарія — 21 січня 1881, Мурі-Берн, кантон Берн, Швейцарія) — швейцарський політик, президент, один з семи перших членів Федеральної ради (1848–1875). Член Радикально-демократичної партії.

## Біографія
Вільгельм Матіас Нефф — син власника текстильної кампанії Йоганна Матіаса Неффа народився в Альтштеттені. Вивчав право в Гайдельберзі (Німеччина), а після повернення в Швейцарію, він був обраний у кантональну раду.
Нефф був членом групи з семи чоловік, які, після епохи наполеонівської окупації, розробили в 1848 конституцію Швейцарської Конфедерації, яка діяла до 1999. Він був обраний членом Федеральної ради 16 листопада 1848 року як представник кантону Санкт-Галлен і перебував на цій посаді 27 років, значно довше, ніж всі його колеги з того часу.
- 1 липня — 31 грудня 1834 — глава уряду кантону Санкт-Галлен (1-й раз).
- 1 січня — 30 червня 1836 — глава уряду кантону Санкт-Галлен (2-й раз).
- 1 липня — 31 грудня 1837 — глава уряду кантону Санкт-Галлен (3-й раз).
- 1 січня — 30 червня 1839 — глава уряду кантону Санкт-Галлен (4-й раз).
- 1 січня — 30 червня 1842 — глава уряду кантону Санкт-Галлен (5-й раз).
- 1 липня — 31 грудня 1844 — глава уряду кантону Санкт-Галлен (6-й раз).
- 1 липня — 31 грудня 1846 — глава уряду кантону Санкт-Галлен (7-й раз).
- 1 січня — 30 червня 1848 — глава уряду кантону Санкт-Галлен (8-й раз).
- 16 листопада 1848 — 31 грудня 1875 — член Федеральної ради Швейцарії.
- 16 листопада 1848 — 31 грудня 1852 — начальник департаменту (міністр) пошти і громадськіх робіт.
- 1 січня — 31 грудня 1852 — віце-президент Швейцарії.
- 1 січня — 31 грудня 1853 — президент Швейцарії, начальник політичного департаменту (міністр закордонних справ).
- 1 січня — 31 грудня 1854 — начальник департаменту торгівлі і зборів.
- 1 січня 1855 — 31 грудня 1859 — начальник департаменту пошти і громадських робіт.
- 1 січня 1860 — 31 грудня 1866 — начальник департаменту пошти.
- 1 січня 1867 — 31 грудня 1872 — начальник департаменту торгівлі і зборів.
- 1 січня — 31 грудня 1873 — начальник департаменту шляхів сполучення і торгівлі.
- 1 січня 1874 — 31 грудня 1875 — начальник департаменту фінансів.